# Truppengattung
Eine Truppengattung oder Waffengattung (so auch bei der Wehrmacht, der NVA und dem österreichischen Bundesheer) ist die Gesamtheit aller militärischen Kräfte innerhalb einer Streitkraft, Teilstreitkraft oder eines militärischen Organisationsbereichs, die vergleichbare Fähigkeiten, Ausrüstung und Ausbildung sowie Aufträge haben.
Die funktionelle Einteilung moderner Armeen mit Bezug auf die Truppengattung hat die Einteilung nach der Waffengattung weitestgehend verdrängt, obgleich dabei im deutschsprachigen Raum, insbesondere im Bundesheer, auch heute noch die Bezeichnung Waffengattung teilweise vorgezogen wird, aber meist völlig synonym gemeint ist. Eigentlich fasst die Waffengattung Truppen hinsichtlich ihrer Bewaffnung und Ausrüstung zusammen.
Ein Truppengattungsverbund ist die Zusammenfassung mehrerer Truppengattungen, z. B. zu Kampftruppen oder Kampfunterstützungstruppen. Die Gliederung einer modernen Armee nach funktionellen Aspekten entspricht nicht dem tatsächlichen Unterstellungsverhältnis. Die sich vorwiegend aus einer Truppengattung zusammensetzenden Verbände und Einheiten werden aber in Anlehnung daran ähnlich bezeichnet: Verbände der Panzertruppe zum Beispiel als Panzerbataillon, Panzerbrigade, Panzerregiment etc.

## Bundeswehr

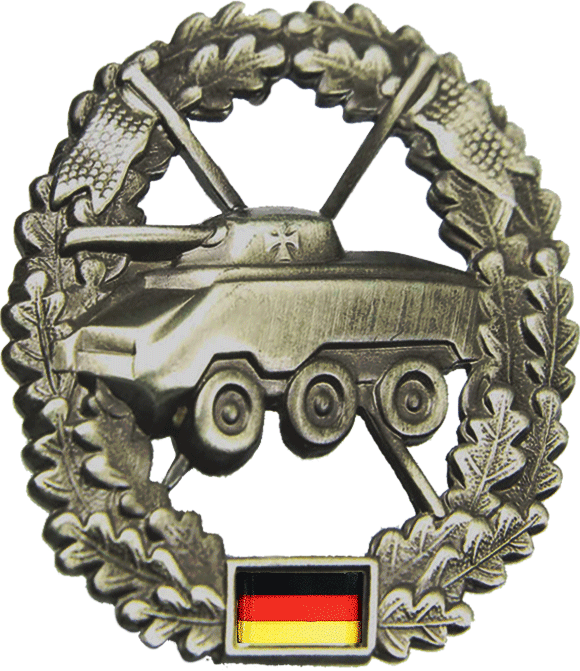
Ehemaliges Barettabzeichen der früher eigenständigen Panzeraufklärungstruppe der Bundeswehr

Unter Truppengattungen versteht man beim deutschen Heer und teilweise beim Unterstützungsbereich die Unterteilung in die nach ihren Fähigkeiten und ihrer Ausrüstung gleichen verschiedenen Einheiten und Verbände; diese werden entsprechend als Truppe (Jägertruppe, Panzertruppe usw.) bezeichnet. 
Die Heeresuniformträger tragen zur äußerlichen Unterscheidung der Truppengattungen bestimmte Uniformelemente in ihrer Waffenfarbe: Auf dem Dienstanzug sind die Kragenspiegel entsprechend farbig gestaltet, auf dem Feldanzug zeigen farbige Aufschiebeschlaufen (Litzen) an der Schulterklappe die Truppengattung an. Demselben Zweck dienen die unterschiedlichen Barettfarben, Barettabzeichen und ggf. Tätigkeitsabzeichen.
Im Heer erfolgt die Einteilung der Truppengattungen und Truppengattungsverbunde durch den Inspekteur des Heeres. Durch den Kommandeurbrief des Inspekteurs des Heeres vom 17. Oktober 2005 wurden die Truppengattungen des Heeres letztmals neu geordnet. Jeder Truppengattung bzw. Truppengattungsverbund ist ein General der entsprechenden Truppengattung zugeordnet, z. B. General der ABC-Abwehrtruppe. Dieser ist für die Ausbildung und Weiterentwicklung einer Truppengattung jeweils federführend verantwortlich und diesem ist eine der Schulen des Heeres bzw. Zentren des Heeres zugeordnet.
Mit Überstellung einiger Heereskräfte zur damaligen Streitkräftebasis, u. a. ganzer Truppengattungen, hatte auch die Streitkräftebasis für diese ehemaligen Heerestruppen (Heeresuniformträger) die Einteilung nach Truppengattungen übernommen. Im Zentralen Sanitätsdienst galt entsprechendes, allerdings waren die ehemaligen Heerestruppen in diesem Bereich fast ausschließlich Angehörige der Sanitätstruppe. 
In der Geschichte der Bundeswehr sind die Truppengattungen oft umbenannt, umgegliedert, neu benannt, neu geschaffen oder auch völlig aufgelöst worden. Neben der offiziellen Einteilung der Truppengattung gibt es aber auch oft an die Einteilung der ehemalige Truppengattungen angelehnte inoffizielle Truppengattungen, die Kräfte nach ihrer Funktion zusammenfassen. Beispiele sind Panzeraufklärer oder Fernspäher, die offiziell keine eigene Truppengattung mehr darstellen.
Bei der Luftwaffe und der Marine gibt es keine Truppengattungen, sondern Dienstbereiche (z. B. Fliegerischer Dienst) beziehungsweise Verwendungsreihen (z. B. Verwendungsreihe 76, Marineinfanterie), die jedoch auch nach funktionellen Aspekten eingeteilt sind.

## Österreichisches Bundesheer
In Österreich erfolgt eine aktuelle Einteilung der Streitkräfte nach Waffengattungen. Das Konzept der Truppengattungen wurde in Österreich abgeschafft.
-> Hauptartikel: Teilstreitkräfte und Waffengattungen des ÖBH

## Schweizer Armee
Gemäß Art. 7 der Verordnung der Bundesversammlung über die Organisation der Armee sind Truppengattungen „Elemente der Armee, zu deren Ausbildung Rekrutenschulen durchgeführt werden. Für die Dienstzweige werden keine Rekrutenschulen durchgeführt“.

## Truppengattungen/Waffengattungen im angloamerikanischen Sprachraum
In vielen angloamerikanischen Streitkräften bezeichnet man die Truppengattungen der einzelnen Teilstreitkräfte als branch (of service) oder branch.
Im Vereinigten Königreich wird hierfür die Bezeichnung Corps of … verwendet. So z. B. bei der British Army die Royal Artillery, die Royal Engineers oder die Royal Signs.

## Waffengattungen der NVA
Waffengattung (im Sinne von Truppengattung) war die Sammelbezeichnung für Truppen oder Kräfte der Teilstreitkräfte (TSK) der Nationalen Volksarmee der DDR, sowie der Streitkräfte der ehemaligen Warschauer-Pakt-Staaten mit arteigener typischer Bewaffnung und Ausrüstung zur Durchführung von oder Teilnahme an Kampf- oder Gefechtshandlungen. Die Waffengattungen waren Hauptbestandteil der betreffenden TSK und gliederten sich in Verbände, Truppenteile und Einheiten. Mit deren Unterstützung und Sicherstellung waren die Spezialtruppen, Kräfte und Dienste aller TSK beauftragt. Dabei galt folgende Einteilung.
| Ministerium für Nationale Verteidigung (MfNV) | Ministerium für Nationale Verteidigung (MfNV) | Ministerium für Nationale Verteidigung (MfNV) | Ministerium für Nationale Verteidigung (MfNV) | Ministerium für Nationale Verteidigung (MfNV) | Ministerium für Nationale Verteidigung (MfNV) | Ministerium für Nationale Verteidigung (MfNV) | Ministerium für Nationale Verteidigung (MfNV) | Ministerium für Nationale Verteidigung (MfNV) |
| --------------------------------------------- | --- | --------------------------------------------- | --- | --------------------------------------------- | --- | --------------------------------------------- | --------------------------------------------- | --------------------------------------------- |
|                                               | |                                               | |                                               | |                                               |                                               |                                               |
|                                               | Landstreitkräfte (LaSK) |                                               | Luftstreitkräfte (LSK) |                                               | Volksmarine (VM) |                                               |                                               |                                               |
|                                               | |                                               | |                                               | |                                               |                                               |                                               |
|                                               | Waffengattungen - Mot.-Schützentruppen - Panzertruppen - Raketentruppen und Artillerie - Truppenluftabwehr - Luftlandetruppen - Armeefliegerkräfte                                                              |                                               | Waffengattungen - Fla-Raketentruppen - Fliegerkräfte - Funktechnische Truppen |                                               | Waffengattungen - Küsten-Raketentruppen - Marinefliegerkräfte - Überwasserkräfte                                                                                |                                               |                                               |                                               |
|                                               | Spezialtruppen und Dienste - Aufklärungstruppen - Pioniertruppe - Nachrichtentruppe - Truppen und Einheiten funkelektronischer Kampf - Truppen der chemischen Abwehr - Technische Truppen - Rückwärtige Dienste |                                               | Spezialtruppen und Dienste - Truppen der fliegertechnischen und flugplatztechnischen Sicherstellung - Nachrichten- und Flugsicherungstruppe - Einheiten funkelektronischer Kampf - Rückwärtige Dienste |                                               | Spezialtruppen und Dienste - Funktechnische Truppen - Nachrichtentruppe - Einheiten funkelektronischer Kampf - Rückwärtige Dienste - Seehydrographischer Dienst |                                               |                                               |                                               |

Siehe dazu auch

## Waffengattungen der Wehrmacht
Mit Verfügung des Oberkommandos der Wehrmacht vom 14. Oktober 1942 galt für das Feldheer folgende Einteilung der Waffengattungen
| Waffengattungen Feldheer 1942 | Waffengattungen Feldheer 1942 | Waffengattungen Feldheer 1942 | Waffengattungen Feldheer 1942 | Waffengattungen Feldheer 1942 | Waffengattungen Feldheer 1942                                               | Waffengattungen Feldheer 1942 | Waffengattungen Feldheer 1942 | Waffengattungen Feldheer 1942 |
| ----------------------------- | --- | ----------------------------- | --- | ----------------------------- | --------------------------------------------------------------------------- | ----------------------------- | ----------------------------- | ----------------------------- |
|                               | |                               | |                               |                                                                             |                               |                               |                               |
|                               | Fechtende Truppe |                               | Versorgungstruppen |                               | Sicherungstruppen                                                           |                               |                               |                               |
|                               | |                               | |                               |                                                                             |                               |                               |                               |
|                               | - Artillerie - Eisenbahnbetriebstruppen - Eisenbahntruppe - Geheime Feldpolizei - Festungsstammtruppe - Frontaufklärungstruppe - Infanterie - Karten- und Vermessungstruppe - Kommandobehörden - Nachrichtentruppe - Nebeltruppe, auch Werfertruppe - Panzertruppe - Pionieren - Propagandatruppe - Technische Truppen |                               | - Feldzeugtruppen - Kraftfahrparktruppen - Nachschubtruppen - Ordnungstruppen, der Feldpost - Sanitätstruppen - Verwaltungstruppen - Veterinärtruppen - Wasserversorgungstruppen |                               | - 15 Sicherungs-Divisionen des Heeres - fünf Sicherungs-Brigaden des Heeres |                               |                               |                               |

## Historische Truppengattungen
In den meisten modernen Heeren sind viele der  nachstehenden historischen Truppengattungen (zumindest in der Praxis) nicht mehr bekannt. Ausnahmen sind beispielsweise Eisenbahnpioniere (Italien). Viele Obergattungsbegriffe wie Infanterie oder Artillerie sind weiter durchaus üblich. Außerdem erfolgt die Einteilung „gemischt“, sowohl nach Waffengattungen als auch nach Truppengattungen.
Antike und Mittelalter
- Infanterie
  - Infanterie
    - Schwertkämpfer (ab 15. Jahrhundert auch Rondarschiere oder Tartscheniere)
    - Lanzenkämpfer (ab 14. Jahrhundert auch Landsknechte, Spießer, Spießgesellen, Spieß- oder auch Spitzbuben)

  - Schützen
    - (Stein-)Schleuderer
    - Bogenschützen
    - Armbrustschützen
    - Hakenschützen (ab 15. Jahrhundert)
- Kavallerie

Frühe Neuzeit
- Kavallerie
  - Kürassiere/Hartschiere
  - Ulanen
  - Chevauleger
  - Husaren
  - Dschigiten
  - Kosaken
  - Arkebusierreiter
  - Dragoner
  - Train
  - Jäger zu Pferde
- Infanterie
  - Pikeniere
  - Arkebusiere
  - Musketiere
  - Grenadiere
  - Voltigeurs
  - Füsiliere
  - Schützen
  - Jäger
  - Gebirgsjäger
  - Militärpolizei (Feldjäger)
- Artillerie
  - Feldartillerie
    - Berittene Artillerie
    - Fahrende Artillerie
    - bespannte Fußartillerie

  - Festungsartillerie und Belagerungsartillerie
  - Raketenartillerie
- Pioniere
  - Mineure
  - Sappeure
  - Pontonier
  - Eisenbahnpioniere

Moderne
Neben den weiter bestehenden Truppenteilen Infanterie, Artillerie und Pioniere, sind heutzutage aufgrund neuerer Technik weitere hinzugekommen, darunter:
- Fallschirmjäger (Infanterie)
- Panzertruppen
- ABC-Truppen
- Spezialkräfte
- Fliegertruppen
- Fernmeldetruppen
- Aufklärungstruppen
- Psychologische Kriegsführung
- Elektronische Kampfführung
- Cyberraum
- Sanitätsdienst
- Minentruppen
- Drohnen[3]